# Il tuo Natale o il mio?
Il tuo Natale o il mio? (Your Christmas or Mine?) è un film del 2022 diretto da Jim O'Hanlon.

## Trama
James Hughes e Hayley Taylor sono una coppia di studenti universitari che stanno per tornare dalla rispettive famiglie per Natale. Dopo essere saliti sui rispettivi treni ognuno dei due decide di sorprendere l'altro raggiungendolo sul suo treno per passare le tre settimane di vacanze natalizie insieme. I due si accorgono dell'errore troppo tardi e James finisce per ritrovarsi con la chiassosa famiglia Taylor a Macclesfield, mentre Hayley resta bloccata da una tormenta di neve nel villaggio di Kembe con la monotona famiglia del fidanzato.

## Produzione
Le riprese si sono svolte ai Pinewood Studios nell'agosto 2021.

## Promozione
Il primo trailer del film è stato pubblicato il 2 novembre 2022.

## Distribuzione
Your Christmas or Mine? è stato distribuito sulla piattaforma Prime Video il 2 dicembre 2022.

## Sequel
L'anno successivo Jim O'Hanlon ha diretto un sequel del film con gran parte del cast originale.